# Nectocaecilia petersii
La cecília de Peters (Nectocaecilia petersii) és una espècie d'amfibis gimnofions de la família Caeciliidae. És monotípica del gènere Nectocaecilia. Habita a Veneçuela i, possiblement al Brasil i Colòmbia. Els seus hàbitats naturals inclouen boscos secs tropicals o subtropicals i rius. Està amenaçada d'extinció per la pèrdua del seu hàbitat natural.